# Baldwin V (król Jerozolimy)
Baldwin V Dziecię (ur. 1177, zm. w sierpniu 1186 w Akce) – król Jerozolimy (1185–1186).

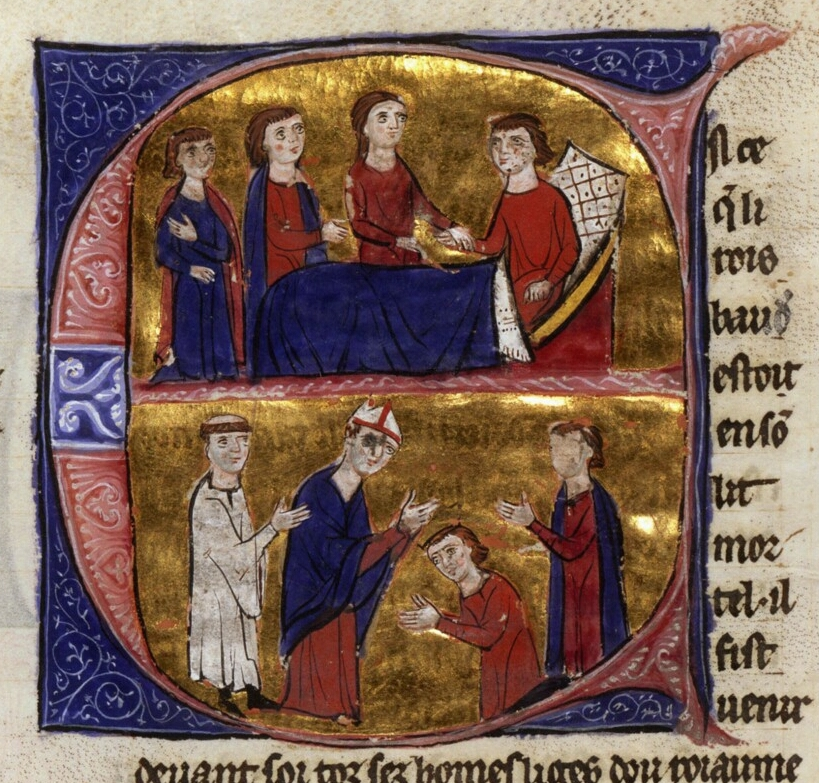
Baldwin IV na łożu śmierci (na górze), koronacja Baldwina V (na dole)

## Życiorys
Był pogrobowym synem Sybilli Jerozolimskiej i jej pierwszego męża Wilhelma z Montferratu, hrabiego Jafy i Aszkelonu – urodził się kilka miesięcy po śmierci ojca. W chwili narodzin Baldwina Królestwo Jerozolimskie przeżywało kryzys – możni królestwa podzielili się na dwie wrogie frakcje. Wuj Baldwina – król Baldwin IV – powoli umierał, ponieważ był chory na trąd, a po jego śmierci tron miał przypaść którejś z jego dwóch sióstr – Sybilli lub Izabeli. Możni królestwa podzielili się na zwolenników jednej lub drugiej księżniczki. Rajmund III, hrabia Trypolisu, który podczas małoletności Baldwina IV był regentem, w 1176 roku po przejęciu samodzielnej władzy przez Baldwina IV, zgłosił pretensje do tronu, a następnie zaczął wspierać wpływową rodzinę Ibelinów.
W 1180 roku matka Baldwina poślubiła Gwidona de Lusignan z Poitou, wasala władców Andegawenii. Król Baldwin IV nie lubił Gwidona i na miejsce Sybilli uczynił następcą tronu jej jedynego syna, a swojego siostrzeńca – właśnie przyszłego Baldwina V. W 1184 roku małżeństwo Sybilli i Gwidona próbowano unieważnić. W 1185 król Baldwin IV zmarł, a Baldwin V został koronowany na króla już kilka tygodni przed śmiercią swojego wuja. Nie sprawował samodzielnie władzy – za jego panowania faktycznie królestwem rządził regent Baldwina – Rajmund III i osobisty strażnik – cioteczny dziadek Joscelin III, hrabia Edessy. Baldwin był królem tylko przez rok – był chorowitym dzieckiem i zmarł w lecie 1186 roku. Jego dziadek – Wilhelm V, markiz Montferratu i cioteczny dziadek – Joscelin III sprowadzili jego ciało z Akki do Jerozolimy. Został pochowany w bazylice Grobu Świętego, a jego grobowiec został zniszczony na początku XIX wieku.
Po śmierci Baldwina V Jerozolimą władała jego matka Sybilla jako królowa, razem z drugim mężem Gwidonem, który był de iure królem Jerozolimy. Sybilla zmarła w czasie epidemii, w lipcu 1190 roku, razem ze swoimi dwiema córkami z drugiego małżeństwa. Po jej śmierci nową władczynią została ciotka Baldwina – Izabela ze swoim drugim mężem, Konradem z Montferratu, który był rodzonym bratem ojca Baldwina V.
Pojawia się w powieści Zofii Kossak Król trędowaty,  Grahama Shelby'ego The Knights of Dark Renown i Cecelii Holland Jerusalem.